# Justin Lochu
Pour les articles homonymes, voir Lochu.
Justin Lochu est un gardien de rink hockey né le 28 juillet 1995. Après avoir débuté à Laval, il évolue actuellement au sein du club de Quévert.

## Parcours sportif
Il quitte le club de CAB Laval en 2006.

Il évolue, en 2017, au sein de l'équipe première du club de Quévert en tant que doublure de Carles Cantarero Vinolas.

### Palmarès
Il est champion de France de Nationale 1 avec le HC Quévert en 2014.